# Beatrice Witte
Beatrice Witte − verheiratet Beatrice Schempp − (* 29. Oktober 1961 in Wetzikon) ist eine Schweizer Tischtennisspielerin. Sie nahm in den 1980er Jahren an vier Weltmeisterschaften teil.

## Werdegang
Witte spielte stets im Verein TTC Uster, dessen Damenmannschaft von ihrem Vater Reinhard Witte trainiert wurde. Sie gehörte Anfang der 1980er Jahre zu den führenden Jugendlichen in der Schweiz. So gewann sie die Jugendmeisterschaft U18 1979 Gold im Einzel und im Doppel mit Carmen Witte. In der Altersklasse U21 siegte sie 1980 und 1982 im Einzel sowie von 1980 bis 1982 drei Mal in Folge im Doppel mit ihrer Zwillingsschwester Carmen. Insgesamt wurde sie in den Kategorien Jugend SM (Einzel, Doppel, Mixed) Mannschaft für TTC Uster und Elite in (Einzel, Doppel, Mixed) 24 mal Erste.
Bei den Erwachsenen holte sie insgesamt 10 Titel: 1983, 1986 und 1987 im Einzel, 1982, 1983, 1986, 1987 und 1988 mit Carmen Witte sowie 1985 und 1989 im Mixed jeweils mit Martin Singer. Zusammen mit ihrer Schwester trug Beatrice Witte beim TTC Uster massgeblich zu dem siebenmaligen Gewinn der Schweizer Mannschaftsmeisterschaft in den Jahren 1980 bis 1985 und 1988 bei.
Von 1981 bis 1984 wurde Witte zu allen vier Weltmeisterschaften nominiert. Da die Schweizer Tischtennissportler bisher nicht zur Weltspitze gehörten kam auch sie nicht in die Nähe von Medaillenrängen. Insgesamt 11 Jahre lang spielte sie in der Schweizer Nationalmannschaft.
Nach einer mehrjährigen Pause aus privaten Gründen begann Witte um 2005 wieder mit dem Tischtennissport. Mit der Damenmannschaft des Vereins TTC Uster stieg sie als Spielerin und Trainerin von der untersten Spielklasse bis in die Nationalliga A der Frauen auf.

## Privat
Beatrice Schempp-Wittes Zwillingsschwester Carmen Witte Ehrismann war auch Nationalspielerin. Schempp-Witte lebt heute in Uster. Sie ist verheiratet und hat eine Tochter namens Liza Schempp, die auch beim TTC Uster Tischtennis spielt. Zunächst machte sie zusammen mit ihrer Schwester eine kaufmännische Lehre bei einer Bank. Danach absolvierten beide ein Kindergärtnerinnenseminar und schlossen später das Studium als Logopädinnen ab. Heute arbeiten sie als Logopädinnen, allerdings an verschiedenen Schulen.

## Turnierergebnisse
| Verband | Veranstaltung     | Jahr | Ort       | Land | Einzel     | Doppel       | Mixed     | Team |
| ------- | ----------------- | ---- | --------- | ---- | ---------- | ------------ | --------- | ---- |
| SUI     | Weltmeisterschaft | 1987 | New Delhi | IND  | letzte 128 | Qual         | Qual      | 29   |
| SUI     | Weltmeisterschaft | 1985 | Göteborg  | SWE  | letzte 64  | keine Teiln. | letzte 64 | 29   |
| SUI     | Weltmeisterschaft | 1983 | Tokio     | JPN  | letzte 128 | letzte 64    | Qual      | 33   |
| SUI     | Weltmeisterschaft | 1981 | Novi Sad  | YUG  | Qual       | Qual         | letzte 64 | 37   |